# 中华人民共和国第十二届学生运动会
中华人民共和国第十二届学生运动会由教育部、国家体育总局、团中央主办，上海市人民政府承办，是在原全国大学生运动会和中学生运动会合并后首次举办的全国学生运动会。因是首次调整且距离上届全国大学生运动会时间比较近，本次仅在中学生范围中进行比赛，今后将大学、中学分组比赛。

## 象征

### 会徽
会徽图案由来自上海的10岁女孩陈皓媛和父亲陈松共同创作，以上海市市花白玉兰花瓣为素材，构成会徽的“白玉兰”花瓣下方是寓意着第十二届全国学生运动会的“12”。红色的圆点以及“1”组成了运动员充满动感的身体，“12”的“2”由绿、蓝、紫三种色彩组成，形成一条多彩的跑道。红色的头部又寓意旭日东升的太阳，七彩的花瓣代表学生们的多彩年华。

### 吉祥物
吉祥物“迎迎”的设计灵感来源于白玉兰。“迎迎”之名代表着欢迎，体现上海人民欢迎全国学生运动员欢聚上海；“迎”又与“赢”谐音，寓意运动员在本届运动中“赢”得胜利、“赢”得友谊。欢快的“迎迎”胸前印着“12”，代表着第十二届全国学生运动会。

### 口号
阳光运动，健康成长

### 会歌
《我们一起来》

## 比赛项目
本届运动会只设中学生组，比赛项目为田径、游泳、篮球、排球、足球、武术、健美操、兵乓球8项。

## 比赛场馆
第十二届全国学生运动会由上海市黄浦区、徐汇区、闸北区、普陀区、杨浦区、浦东新区、虹口区、闵行区、宝山区和嘉定区10个区共同承办各项目比赛，上海中学、南洋模范中学、位育中学、行知中学、新中高级中学、市北中学、同济大学第一附属中学、上海师范大学附属中学（闵行分校）、向明中学（浦江校区）、进才中学、上海金融学院附属东辉外国语高级中学、嘉定区第二中学、华东师范大学第一附属中学、曹杨第二中学等14所学校以及东方体育中心、华东师范大学体育馆为各项目比赛场地，其中上海中学、南洋模范中学、位育中学、行知中学、新中高级中学、市北中学、同济大学第一附属中学、上海师范大学附属中学（闵行分校）、向明中学（浦江校区）、进才中学、嘉定区第二中学、曹杨第二中学12所学校作为参赛运动队驻地承担参赛师生的接待任务。